# Cal Santugeni
Cal Santugeni és una obra noucentista d'Abrera (Baix Llobregat) inclosa a l'Inventari del Patrimoni Arquitectònic de Catalunya.

## Descripció
Habitatge de planta baixa i tres pisos superiors, de planta quasi quadrada que ens recorda l'estructura d'una torre. Degut a la seva estretor tan sols té una obertura per planta que, a excepció de la porta d'entrada, tot són balcons. Sota els balcons dels dos últims pisos i a la cornisa, hi ha unes petites mènsules. La façana està arrebossada en dos colors diferents. La construcció està rematada per un balcó balustrat.